# Union de la jeunesse démocratique Alboury Ndiaye
L'Union de la Jeunesse Démocratique Alboury Ndiaye (UJDAN)  est une organisation de jeunesse politique au Sénégal affiliée au Parti de l'indépendance et du travail (PIT).  

## Présentation
L'Union de la jeunesse démocratique Alboury Ndiaye est la section jeunesse du Parti de l'indépendance et du travail . Œuvrant pour les intérêts de la Gauche sénégalaise, l'UJDAN est chargée de la mobilisation des jeunes sénégalais pour le compte du PIT ainsi que de la recherche d'opportunités pour ses militants. L'UJDAN est attachée aux valeurs d'éthique, de démocratie, de justice et de paix et exhorte la jeunesse sénégalaise à se mobiliser pour défendre les acquis démocratiques du pays.      

## Gouvernance
L'Union de la jeunesse démocratique Alboury Ndiaye a pour secrétaire général Mawdo Dieng.